# Rebola (canção)
"Rebola" é uma canção da cantora brasileira Sophia Abrahão com participação do DJ Boss In Drama, contida no segundo extended play (EP) de Abrahão, Dance! (2017). "Rebola" foi lançada como primeiro e único single do EP em 20 de outubro de 2017 de forma independente e alcançou o topo do iTunes brasileiro em menos de 24 horas de lançamento.

## Composição e produção
Abrahão já havia revelado em algumas entrevistas que estava com vontade de lançar uma música mais "dançante". A parceria com Boss In Drama veio através de amigos em comum. "Rebola" foi escrita em uma só tarde e fala sobre uma pessoa que cansou de ser humilhada em situações ruins de relacionamentos e decidiu dar a volta por cima. A produção de "Rebola" foi descrita por Abrahão como algo "funkeado" e "dançante", com uma pegada de anos 80.

## Performances ao vivo
No dia 30 de novembro de 2017, foi gravada uma participação de Abrahão e Boss In Drama no programa televisivo Altas Horas, sendo exibida no dia 6 de janeiro de 2018. No programa, Abrahão apresentou a canção com Boss In Drama. "Rebola" foi incluída no repertório dos shows que Abrahão fez em São Paulo e Rio de Janeiro nos dias 10 e 20 de dezembro de 2017, em apoio ao seu EP Dance!.

## Vídeo musical
No dia 3 de janeiro de 2018, Abrahão anunciou o lançamento do vídeo musical para "Rebola" com uma prévia de 20 segundos em seu perfil no Instagram, revelando que a estreia do vídeo aconteceria no dia 5 do mesmo mês. O vídeo foi dirigido por Sérgio Malheiros, e em sua cena inicial, Abrahão recebe uma mensagem de seu pretendente durante uma sessão de fotos a perguntando o que ele deve fazer para reconquistá-la. Logo depois, ela começa a cantar "Rebola". O vídeo possui uma temática colorida com quatro cenários.